# Le Nord se souvient (album)
Pour l’article homonyme, voir Le Nord se souvient.
Albums de Gims
Les Dernières Volontés de Mozart
(2022)
Singles
1. Spider (feat. Dystinct)
Sortie : 10 mai 2024
2. Sois pas timide
Sortie : 19 juillet 2024
3. Terminal 2F (feat. Dadju)
Sortie : 16 août 2024
4. Vent du Nord
Sortie : 6 septembre 2024
5. Ohma Tokita
Sortie : 27 septembre 2024
6. Ciel
Sortie : 18 octobre 2024
7. Shaolin
Sortie : 10 février 2025
8. Ninao
Sortie : 21 février 2025
9. Baby
Sortie : 21 février 2025
10. Diana
Sortie : 5 mars 2025
11. Touché (feat. KeBlack)
Sortie : 11 avril 2025
12. Contact
Sortie : 23 mai 2025

Le Nord se souvient : L'odyssée est le deuxième extended play du rappeur congolais Gims sorti le 13 septembre 2024 sur les labels TF1 Musique et Play Two.
Il est certifié triple disque de platine et s'est écoulé à plus de 300 000 exemplaires, en étant disponible uniquement sur les plateformes de streaming.
Ce projet est une référence au premier épisode de la deuxième saison de la série Game of Thrones.

## Genèse
Au début de 2024, Gims sort plusieurs singles tels que Loco en featuring avec Lossa (certifié single de platine), Ma douce avec Baby Gang, Sin Ti avec Maria Becerra et Joe Pesci en collaboration avec Inso le Véritable, ne faisant partie d'aucun album. En mai 2024, il dévoile Spider en featuring avec Dystinct qui se classe numéro 1 en France pendant 7 semaines consécutives et est certifié single de diamant. Puis, en juillet, sortent deux titres, Mamacita avec Sfera Ebbasta et Sois pas timide, qui se classe numéro 1 pendant 3 semaines et est certifié single d'or.
Fin août, il dévoile Terminal 2F en featuring avec Dadju puis début septembre sort le titre Vent du Nord. Le 13 septembre 2024 sort son deuxième EP Le Nord se souvient, contenant les titres Spider, Sois pas timide, Terminal 2F et Vent du Nord ainsi que 3 titres inédits Carbo, Avec tes mains et San Goku.

## Liste des pistes
| Le Nord se souvient | Le Nord se souvient       | Le Nord se souvient | Le Nord se souvient                                | Le Nord se souvient | Le Nord se souvient | Le Nord se souvient | Le Nord se souvient | Le Nord se souvient | Le Nord se souvient |
| No                  | Titre                     | Auteur              | Producer(s)                                        | Durée               |                     |                     |                     |                     |                     |
| ------------------- | ------------------------- | ------------------- | -------------------------------------------------- | ------------------- | ------------------- | ------------------- | ------------------- | ------------------- | ------------------- |
| 1.                  | Vent du Nord              | Gims                | Maximum Beats                                      | 2:25                |                     |                     |                     |                     |                     |
| 2.                  | Spider (feat. Dystinct)   | - Gims - Dystinct   | - Gims - Maximum Beats - Young Bouba - Narco Verra | 3:08                |                     |                     |                     |                     |                     |
| 3.                  | Sois pas timide           | Gims                | Young Bouba                                        | 2:45                |                     |                     |                     |                     |                     |
| 4.                  | Terminal 2F (feat. Dadju) | - Gims - Dadju      | Bugatti Beatz                                      | 3:07                |                     |                     |                     |                     |                     |
| 5.                  | Carbo                     | Gims                | Maximum Beats                                      | 2:09                |                     |                     |                     |                     |                     |
| 6.                  | Avec tes mains            | Gims                | Maximum Beats                                      | 2:40                |                     |                     |                     |                     |                     |
| 7.                  | San Goku                  | Gims                | Young Bouba                                        | 2:52                |                     |                     |                     |                     |                     |
| 8.                  | Ohma Tokita               | Gims                | Young Bouba                                        | 2:15                |                     |                     |                     |                     |                     |
| 9.                  | Ciel                      | Gims                | - Franguy - Insolent                               | 3:06                |                     |                     |                     |                     |                     |
| 24:27               |                           |                     |                                                    |                     |                     |                     |                     |                     |                     |

| L'Odyssée | L'Odyssée                      | L'Odyssée            | L'Odyssée                     | L'Odyssée | L'Odyssée | L'Odyssée | L'Odyssée | L'Odyssée | L'Odyssée |
| No        | Titre                          | Auteur               | Producer(s)                   | Durée     |           |           |           |           |           |
| --------- | ------------------------------ | -------------------- | ----------------------------- | --------- | --------- | --------- | --------- | --------- | --------- |
| 1.        | Polizia                        | Gims                 | Bugatti Beatz                 | 2:48      |           |           |           |           |           |
| 2.        | Don Diego                      | Gims                 | Bugatti Beatz                 | 3:17      |           |           |           |           |           |
| 3.        | Prosecco (feat. Vacra)         | - Gims - Vacra       | Narco Verra                   | 3:23      |           |           |           |           |           |
| 4.        | Cash flow                      | Gims                 | - Franguy - Maximum Beats     | 2:06      |           |           |           |           |           |
| 5.        | Diana                          | Gims                 | Maximum Beats                 | 2:19      |           |           |           |           |           |
| 6.        | Sans détour                    | Gims                 | Young Bouba                   | 2:40      |           |           |           |           |           |
| 7.        | Shaolin                        | Gims                 | Nikooo Prod                   | 2:04      |           |           |           |           |           |
| 8.        | Ninao                          | Gims                 | Maximum Beats                 | 2:47      |           |           |           |           |           |
| 9.        | Baby                           | Gims                 | Maximum Beats                 | 2:35      |           |           |           |           |           |
| 10.       | Touché (feat. KeBlack)         | - Gims - KeBlack     | Maximum Beats                 | 2:53      |           |           |           |           |           |
| 11.       | Contact                        | Gims                 | Maximum Beats                 | 3:14      |           |           |           |           |           |
| 12.       | Appelle ta copine              | Gims                 | Maximum Beats                 | 3:00      |           |           |           |           |           |
| 13.       | Comète                         | Gims                 | Young Bouba                   | 2:26      |           |           |           |           |           |
| 14.       | Air Force Blanche (feat. Jul)  | - Gims - Jul         | Maximum Beats                 | 3:06      |           |           |           |           |           |
| 15.       | Do You Love Me ?               | - Gims - H Magnum    | - Bugatti Beatz - Young Bouba | 2:49      |           |           |           |           |           |
| 16.       | Parisienne (feat. La Mano 1.9) | - Gims - La Mano 1.9 | Maximum Beats                 | 2:38      |           |           |           |           |           |
| 17.       | Tu me rends bête (feat. Damso) | - Gims - Damso       | Maximum Beats                 | 2:45      |           |           |           |           |           |
| 46:50     |                                |                      |                               |           |           |           |           |           |           |

## Clips vidéo
- Spider (feat. Dystinct) : 28 mai 2024
- Sois pas timide : 31 août 2024
- Ciel : 17 janvier 2025
- Ohma Tokita : 24 janvier 2025
- Shaolin : 10 février 2025
- Baby : 21 février 2025
- Ninao : 5 mars 2025
- Diana : 5 mars 2025
- Touché (feat. KeBlack) : 21 avril 2025
- Appelle ta copine : 28 mai 2025
- Contact : 11 juin 2025
- Comète : 13 juin 2025
- Parisienne (feat. La Mano 1.9) : 16 août 2025

## Titres certifiés en France
- Spider (feat. Dystinct)  Diamant[9]
- Sois pas timide  Diamant[10]
- Terminal 2F (feat. Dadju)  Platine[11]
- Ohma Tokita  Platine[12]
- Ciel  Diamant[13]
- Diana  Or[14]
- Ninao  Diamant[15]
- Baby  Or[16]
- Touché (feat. KeBlack)  Or[17]
- Appelle ta copine  Or[18]
- Air Force blanche (feat. Jul)  Platine[19]

## Classements et certifications
| Classements (2024)           | Meilleure position |
| ---------------------------- | ------------------ |
| France (SNEP)                | 1                  |
| Belgique (Flandre Ultratop)  | 23                 |
| Belgique (Wallonie Ultratop) | 1                  |
| Suisse (Schweizer Hitparade) | 7                  |

### Certification
| Région | Certification | Ventes/Streams |
| --- | ------------- | -------------- |
| France (SNEP) | 3 × Platine   | 300 000        |
| *Ventes selon la certification ^Mise en rayon selon la certification xNon précisé par la certification ‡ventes/streaming selon la certification |               |                |